# 2005年新党民族之旅
2005年中華民國新党民族之旅，指新黨訪問團於2005年7月6日至7月13日間訪問中國大陸進行的活動。此次是继中國國民黨主席連戰的“和平之旅”，親民黨主席宋楚瑜的“搭桥之旅”后，泛蓝阵营中的最后一个党组团访问中國大陆。
2005年6月29日，新党主席慕明在台北新党党部举行新闻发布会，宣布将于2005年7月6日至7月13日（含“七七事变”纪念日），率“新党纪念抗战胜利60周年中國访问团”访问中国大陆，访问团定位为“民族之旅”。郁慕明表示，将以“纪念对日抗战胜利六十周年”为访问主轴，中日关系以及钓鱼岛问题会是他此行与中国大陆会谈的议题之一。他希望向大陆阐明新党对于中华民族发展愿景及两岸和平统一的设想，希望能达成精神层面的共识，以区别与国、亲两党与大陆方面讨论的诸如农产品等行政层面的议题。 
同日上午10时，中国大陆国务院台湾事务办公室举行新闻发布会，新闻发言人李维一也在会上宣布这一消息。并表示“我们会给予充分的礼遇”。

## 随行人员
访问团的成员包括新党秘书长李胜峰、创党元老王建煊，新党籍立委赖士葆、吴成典、费鸿泰、雷倩，以及台北市议员李庆元、侯冠群、潘怀宗等公职人员及副秘書長蔡政崇，台湾著名学者周阳山、卢瑞忠、汤绍成等，另还邀请企业界代表，访问团成员总共30人，但不包括郁慕明的夫人刘琦。访问团因人数较少，将乘坐普通民航客机，而不会乘坐包机。

## 访问经过

### 台北
访问团于7月6日上午10时乘坐中华航空公司班机从台北桃園國際機場出发，启程前往此行的第一站广州。访问团将在香港转机乘坐中國南方航空公司航班，预订于14点40分抵达广州白雲國際機場。

### 广州
7月6日下午14时40分，访问团抵达广州白云机场，中共广东省委常委肖志恒、中共中央台办主任助理张铭清前往机场迎接新党主席郁慕明一行。郁慕明在抵达机场后发表了讲话。下午时任中共广东省委书记张德江会见代表团，并发表讲话。 
7月7日上午9时40分左右，访问团到“黄花岗七十二烈士墓”进行祭拜。由郁慕明代表访问团向烈士墓敬献花圈，花圈丝带上写着“烈士英灵，万世千秋”字样，访问团成员向烈士墓三鞠躬。后来在孙中山先生手植松树前郁慕明发表了简短的讲话，称七十二烈士墓是“碧血黄花，浩气长存”。拜谒结束后，中共广州市委副书记张广宁在鸣泉居宴请代表团一行。 
7月7日下午，新党中国大陆访问团乘飞机前往南京继续其“民族之旅”的第二站。

### 南京
7月7日晚，新党中国大陆访问团抵达南京。时任中共江苏省委书记李源潮会见代表团。其间，李源潮向访问团赠送了到南京参加夏令营的台湾学生画的油画。会见结束后，李源潮向访问团赠送了云锦工艺品“金丝盘龙”，和金箔制作的《论语》。郁慕明回赠主题是“祥狮献瑞”的交趾烧陶盘，寓意团圆和缘分。
7月8日上午8时15分，访问团一行到达南京中山陵。郁慕明代表访问团向孙中山先生的陵寝敬献花环，团员行三鞠躬礼，随后团员手持白色百合花向孙中山先生陵寝致敬。郁慕明在祭堂外题字：“情系中山在人心”。后在博爱广场访问团成员背诵了“总理遗嘱”的一段，随后郁慕明发表了讲话。在这里，访问团同样受到了群众的欢迎。
7月8日上午9时30分，访问团到侵华日军南京大屠杀遇难同胞纪念馆吊唁南京大屠杀遇难同胞。纪念馆馆长朱成山为访问团作讲解，参观了和平广场、“证人的脚印”铜版路、“万人坑”丛葬地等。郁慕明为纪念馆题字：“勿忘国耻”，并且撞响“和平大钟”。后在“和平大钟”前发表了讲话。朱成山为访问团赠送了“和平大钟”模型。
中午，中共南京市委书记罗志军宴请新党中国大陆访问团一行。
7月8日下午，新党中国大陆访问团乘飞机前往“民族之旅”的第三站，大连。

### 大连
7月8日下午，访问团抵达大连。晚上，时任中共辽宁省委书记李克强会见访问团一行。双方谈到关于北方经济发展的问题。会见结束后，李克强向访问团赠送了辽西玛瑙雕刻工艺品，内容包括长城和大鹏鸟，象征民族振兴。郁慕明回赠了交趾陶盘“麒麟盘”。随后李克强宴请访问团一行。
7月9日上午，访问团一行到大连市旅顺口区，参观因日俄战争遗留的日俄监狱旧址。参观结束后，郁慕明为陈列馆题词：“一段悲惨史，一片虔诚心，一股悲愤力油然而生”，随后发表了简短讲话。随后，访问团一行，到位于旅顺口区的中日甲午战争旅顺殉难同胞墓地万忠墓凭吊。郁慕明代表访问团向万忠墓敬献花圈。
7月9日晚上，新党中国大陆访问团与台商代表举行座谈。

### 北京
7月10日上午，新党访问团抵达北京首都国际机场。中共中央台湾工作办公室主任陈云林在机场迎接。
7月10日下午，新党访问团与中共台办举行座谈会。双方关于农业合作、台湾水果在中国大陆销售，台湾人民在中国大陆出入境、就学，台商在中国大陆投资，福建与金门、马祖小三通，统一两岸科技名词等问题进行探讨。
7月10日晚上，中共中央政治局常委、全国政协主席贾庆林在人民大会堂会见新党代表团。会后贾庆林宴请访问团一行。新党中国大陆访问团向贾庆林赠送了以龙为图案的瓷工艺品“法蓝晶雕”。
7月11日上午，新党中国大陆访问团来到卢沟桥参观，随后到中国人民抗日战争纪念馆参观。在纪念馆“血肉长城”浮雕前，郁慕明代表访问团向抗日战争烈士敬献花圈，花圈丝带上写着“中华民族抗日英烈永垂不朽”。访问团全体成员向抗日烈士默哀并行三鞠躬礼。随后，访问团参观了纪念馆中的纪念抗战胜利六十周年主题展览。参观结束后，郁慕明发表讲话，其间引用了台湾诗人洛夫悼念抗战英雄的诗：“留下一封绝命书，他们昂着脸走进历史”。
7月11日下午，新党中国大陆访问团与大陆海峡两岸关系研究中心举行座谈会。双方谈到了回顾抗战和发展两岸关系等议题。其间新党访问团成员周阳山提到了解决台湾问题的新思路“一国三制”，即指在财政、军队等问题上，对待台湾与对待香港、澳门应采取不同的具体措施。并称将向中共有关领导人明确提出。
7月11日晚上，中共北京市委书记刘淇在北京饭店十八层西厅会见了新党中国大陆访问团一行。郁慕明称在北京的访问是“画龙点睛”之笔。随后刘淇向郁慕明赠送了北京特产金丝镶嵌景泰蓝工艺品“九龙壁”，向新党秘书长李胜峰赠送了景泰蓝花瓶，郁慕明回赠交趾陶盘“华堂集锦”。会见结束后，北京市委副书记龙新民宴请访问团一行。据称宴请的菜单与节目与接待连宋时大同小异。
7月12日上午9时左右，在陈云林的陪同下，到中国人民大学逸夫会议中心发表演讲。原定讲演题目为“中国人的未来”，但郁慕明临时改为脱稿演讲。演讲开始前，先由中国人民大学校长纪宝成介绍了中国人民大学的情况。随后郁慕明开始演讲。其间提到了抗战、两岸等问题，说新党是“中国人的政党”，并多次提及李白的诗句“仰天大笑出门去，我辈岂是蓬蒿人”，说要做“扬眉吐气的中国人”、“堂堂正正的中国人”。随后郁慕明接受了学生提问，其间称“统一尚未完成，同胞仍需努力”。演讲结束后，双方互赠礼品。纪宝成向郁慕明赠送了人工水晶制中国人民大学校徽，中国画作品《和合二仙图》，以及中国人民大学编纂的《清史编年》。在会前，校方向每位新党访问团成员赠送了一把折扇，上面印着纪宝成到台湾访问时创作的七言诗《大尖山感怀》。郁慕明向纪宝成赠送了一对雕刻工艺品南方石狮。由于一只石狮底座有瑕疵，郁慕明解释说是由于“台湾到中国这一段路还是有一些颠簸”，并称希望将来这条路能够畅通无阻。
7月12日下午15时左右，中共中央总书记胡锦涛在人民大会堂会见新党中国大陆访问团。随后双方进行会谈。据称，双方重申了一个中国原则和反对台独的主张。胡锦涛关于发展两岸关系提出了四点看法：
- 共同促进中华民族的伟大复兴
- 坚持一个中国原则。
- 坚决反对和遏制“台独”
- 大陆方面将切实照顾和维护台湾同胞的切身权益

在会谈结束后，新党代表团在北京饭店召开新闻发布会。但这次没有像国民党或亲民党采用“新闻公报”“会谈公报”的形式，直接由新党秘书长李胜峰说明会谈结果。新党接受一个中国原则，九二共识，进而提出“一中两制”的思维，并且认为，两岸关系必须推动台湾的国统纲领法制化。而在实质面上，也有多项合作提议。另外，就东海油气田开发、钓鱼岛问题、台湾水果在大陆销售等问题也有交流。
另外还提出了促进两岸互利双赢的十点建议：
1. 二〇〇八年北京奥运会跆拳道比赛项目在台湾举办；
2. 新党成立台商服务部，与中台办台商投资服务及协调负责部门保持经常性的联系和沟通，共同为台商服务；
3. 有关钓鱼台列岛、东海油源和渔权等议题，新党会将相关研究调查资料与建议汇整后，专呈中台办转中共中央，以确保主权、油源和渔民权益；
4. 落实并积极推动台湾水果销往中国大陆；
5. 大陆的农业实验区，以优惠的条件，开放给台湾农民从事农业生产；
6. 大陆为台湾同胞往来和居住提供方便；
7. 两岸加强科技文化交流，应先做好专有名词、译名的统一，进而两岸团队合作研发；
8. 扩大开放大陆重点学校大学生及研究生名额给予台湾学生就读；
9. 让在大陆就学台籍生毕业后的考照、取证、就业获得同等待遇；
10. 面对人数日益大量增加的“小三通”，检讨建立新的交流机制，发挥更大的功能。

随后，新党主席郁慕明总结了会谈成果，并接受记者提问。
7月13日下午，新党访问团结束对中国大陆的访问，于14时25分乘飞机离开北京，经香港返回台湾。中共中央台湾工作办公室主任陈云林、副主任李炳才，中共北京市委常委、秘书长孙政才等到机场送行。

## 意义
新党大陆之行不超越国亲两党，也不愿太晚访中国大陆而错过“七七事变”纪念日。新党追随连战、宋楚瑜两位主席的脚步，访问中国之行与国、亲两党形成互补，担当一个“泛蓝”整体致力于改善两岸关系的团队角色。

## 评价
- 由於新黨訪問中國大陆時，正逢臺灣著名模特兒林志玲於大連墜馬受傷，新聞偏林志玲而忽略新黨民族之旅，致使此次出訪在兩岸知名度皆不高。
- 對於參訪知名度不高，新黨臺北市議員侯冠群接受訪問時，表示：「不關心林志玲。」